# 대니얼 파우터
대니얼 리처드 파우터(영어: Daniel Richard Powter, 1971년 2월 25일 ~ )는 캐나다의 가수이다. 2005년 발매된 "Bad Day"는 빌보드 핫 100에 5주 연속 1위 자리를 지켰다.

## 음반

### 정규 음반
- I'm Your Betty (2000)
- Daniel Powter (2005)
- Under the Radar (2008)
- Turn on the Lights (2012)